# Tonya Verbeek
Tonya Verbeek, född den 14 augusti 1977, är en kanadensisk brottare som tog OS-silver i lättviktsbrottning i damklassen 2004 i Aten och därefter OS-brons i lättviktsbrottning i damklassen 2008 i Peking. 